# Калайджич, Саша
Саша Калайджич (нем. Saša Kalajdžić; род. 7 июля 1997, Хорн, Австрия) — австрийский футболист, нападающий английского клуба «Вулверхэмптон Уондерерс» и сборной Австрии.

## Клубная карьера
Калайджич — воспитанник клуба «Фач-Донфилд». В 2016 году Саша перешёл в Адмира Ваккер Мёдлинг. Для получения игровой практики Калайдич начал выступать за дублирующий состав. 30 июля 2017 года в матче против «Альтаха» он дебютировал в австрийской Бундеслиге. 27 августа в поединке против венской «Аустрии» Саша забил свой первый гол за «Адмиру Ваккер Мёдлинг». Летом 2019 года Калайджич перешёл в немецкий «Штутгарт», подписав контракт на 4 года. Сумма трансфера составила 2,5 млн евро.
31 августа 2022 года перешёл в клуб английской Премьер-лиги «Вулверхэмптон Уондерерс». Сумма трансфера составила 15 млн фунтов.
7 января 2024 года был арендован клубом «Айнтрахт» (Франкфурт) до конца сезона 2023/24.

## Карьера в сборной
Калайджич — австриец сербского происхождения. В 2019 году в составе молодёжной сборной Австрии Калайджич принял участие в молодёжном чемпионате Европы в Италии. На турнире он сыграл в матчах против команд Сербии и Германии.
14 октября 2020 года дебютировал за сборную Австрии в выездном матче Лига наций 2020/21 против сборной Румынии (1:0), выйдя на замену на 90-й минуте игры вместо Михаэля Грегорича. 25 марта 2021 года забил свои дебютные голы за сборную Австрии в выездном матче первого тура отборочного турнира чемпионата мира 2022 против сборной Шотландии (2:2), отметившись дублем, открыл счёт на 55-й минуте, а затем вывел свою команду вперед на 80-й минуте.